# Station Górna Grupa
Station Górna Grupa is een spoorwegstation in de Poolse plaats Dolna Grupa.